# Ichirō
Ichirō (jap. いちろう, イチロー) – męskie imię japońskie, nadawane pierwszemu synowi. Jest ono także używane jako część końcowa innych japońskich imion (np. Jun’ichirō, Keiichirō, Kōichirō, Shin’ichirō, Sōichirō, Yūichirō).

## Możliwa pisownia
Ichirō można zapisać używając wielu różnych znaków kanji i może znaczyć m.in.:
- 一郎, „pierwszy syn”[1]
- 一朗, „pierwszy, jasny”

## Znane osoby
- Ichirō Fujiyama (一郎), japoński piosenkarz
- Ichirō Hatoyama (一郎), japoński polityk, premier
- Ichirō Hatta (一朗), japoński zapaśnik
- Ichirō Itō (一朗), japoński gitarzysta rockowy
- Ichirō Mizuki (一郎), japoński piosenkarz, kompozytor, aktor i seiyū
- Ichirō Nagai (一郎), japoński seiyū
- Ichirō Ogimura (伊智朗), japoński tenisista stołowy, dwunastokrotny mistrz świata
- Ichirō Ozawa (一郎), japoński polityk
- Ichirō Suzuki (一朗), japoński baseballista

## Fikcyjne postacie
- Ichirō Miyata (一郎), bohater anime i mangi Hajime no Ippo
- Ichirō Ōgami (一郎), bohater gry wideo Sakura Wars